# Seznam osebnih imen na U
Seznam osebnih imen, ki se pričnejo s črko U.

## Seznam

### Ul
- Ul
- Ula
- Ulla
- Ulrika

### Um
- Umbert
- Uma

### Un
- Una

### Ur
- Urban
- Urh
- Uroš
- Ursula
- Urša
- Urška
- Uršula